# Forte de Mada
O Forte de Madá ou Mada localizava-se na península de Moçandão, no atual enclave de Mada, pertencente ao Sultanato de Omã.

## História
Esta praça foi conquistada, no contexto da Dinastia Filipina, por Mateus de Seabra em maio de 1624. Tinha como característica situar-se no interior do território, ao contrário das demais fortificações portuguesas, erguidas junto a bons portos de mar. Em 1645 ainda se encontrava em poder português, tendo provavelmente sido abandonada ou conquistada pelos Yaruba (Omã) entre 1645 e 1648, aquando da queda de Diba (Dibba al-Hisn).

## Características
Apresentava planta no formato quadrangular, com baluartes nos vértices, idêntica à do Forte de Libédia.